# Carlo Thränhardt
Carlo Thränhardt (República Federal Alemana, 5 de julio de 1957) es un atleta alemán retirado especializado en la prueba de salto de altura, en la que ha conseguido ser medallista de bronce europeo en 1986.

## Carrera deportiva
En el Campeonato Europeo de Atletismo en Pista Cubierta de 1983 ganó el oro en salto de altura, con un salto por encima de 2.32 metros, superando a su compatriota Gerd Nagel, y al italiano Massimo Di Giorgio y polaco Mirosław Włodarczyk, estos dos últimos empatados con el bronce con un salto de 2.27 metros.
En el Campeonato Europeo de Atletismo de 1986 ganó la medalla de bronce en el salto de altura, con un salto de 2.31 metros, siendo superado por los soviéticos Igor Paklin (oro con 2.34 m) y Sergey Malchenko (plata también con 2.31 m pero en menos intentos).